# Microvoluta marginata
Microvoluta marginata là một loài ốc biển cỡ trung bình, là động vật thân mềm chân bụng sống ở biển trong họ Volutomitridae. Loài này chỉ có ở New Zealand.